# Народна библиотека „Вук Караџић“ Модрича
Народна библиотека „Вук Караџић“ у Модричи представља културну установу са дугодишњом традицијом на простору општине Модрича као значајн фактор у култури и образовању на овим просторима. Библиотека се налази у улици Улица Светосавска бр. 5.

## Историјат
Од настанка па до данас библиотека представља угледну инстутуцију којој је превасходно циљ ширење знања и културе на једном подручју. То је случај и са овом библиотеком која ужива велики углед у друштву на подручју општине Модрича што доказује и трајност ове установе.
Библиотека располаже фондом који износи више од 30.000 наслова међу којима корисници могу наћи широк спектар школских наслова, белетристике, стручних књига и осталих садржаја. Поред тога, библиотека је такође организатор разних догађаја као што су промоције књига, изложба и других врста јавних приказивања које могу да пруже грађанству ширу слику о активностима библиотеке. Смјештена је у просторијама Српског културног центра.
Једна од таквих промоција која је била значајна за простор Модриче јесте изложба под називом "Локалне баштине Модриче поводом" у оквиру "Октобра - мјесеца књиге" на којој је представљен дио завичајне збирке библиотеке. Завичајни фонд Народне библиотеке обједињује око 1.000 библиотечких јединица међу којима су монографске публикације модричких и других аутора о Модричи. Изложене су бројне "старе и ријетке" књиге, серијске публикације, часописи, билтени, годишњаци, докторске дисертације, магистарски радови, карте, разгледнице и велики број фотографија.
Најстарија приказана књига је из 1847. године, а међу старим фотографијама је и панорама Модриче из 1905. године. Библиотека грађу за Завичају збирку се прикупљала углавном путем локалног обавезног примјерка, од поклона, те у мањем броју размјеном и куповином. Гост изложбе Драган Мићић, библиотекар Народне бибилиотеке Добој, истакао том приликом је представио своја истраживања о значајним личностима из области књижевности које су рођене, живјеле и писале о Модричи крајем 19. и почетком 20. вијека.
Такође, на изложби су представљене и монографске публикације, серијске публикације, те карте, фотографије, плакати, календари, телефонски именици и ситан некњижни материјал, као и рукописна грађа аутора из Модриче. Поред тога библиотека је такође учествовала у пројекту „Спојимо децу Косова и Метохије и Републике Српске“. Том приликом су дјеца са Косова и Метохије имала прилику да посјете Библиотеку и друге установе на подручју Модриче и још 12 градова и општина у Републици Српској.
Да би једна библиотека могла да функционише јесте да посједује широку лепезу наслова, како лектира и белетристике, тако и стручне литературе. До нових наслова долази се углавном поклоном и обавезним примјерком, али и размјеном и куповином, као што је случај са завичајном збирком.

## Организација
Основне организационе јединице Библиотеке су:
- одељење за одрасле читаоце
- одељење за дјецу